# Grundstötningen av M/S Marco Polo
Grundstötningen av M/S Marco Polo inträffade den 22 oktober 2023 när fartyget M/S Marco Polo grundstötte i norra Hanöbukten utanför Sveriges kust, vilket ledde till ett omfattande oljeutsläpp och en komplex räddningsinsats. Olyckan har utretts av Statens haverikommission (SHK), som identifierade brister i navigationsförfarandet som en avgörande orsak till händelsen.

## Olyckan
Den 22 oktober 2023 var M/S Marco Polo på väg från Trelleborg till Karlshamn. Den planerade rutten gick öster om Hanö, men under resan uppstod ett fel i fartygets navigationssystem, vilket ledde till att fartyget kom ur kurs. Istället för den planerade rutten passerade fartyget på grunt vatten mellan Hanö och fastlandet. Vid grundet Laxören skedde en första grundstötning kl. 05.13, men fartyget fortsatte vidare. Elva minuter senare skedde en andra grundstötning vid Plantbåden, vilket resulterade i att fartyget blev stående på grund.
De två grundstötningarna orsakade omfattande skador på fartygets skrov och ledde till att stora mängder tjockolja  läckte ut i Hanöbukten. Detta resulterade i en utdragen och komplicerad miljöräddningsinsats.

## Orsaker till olyckan
Olyckan orsakades av en kombination av tekniska och mänskliga faktorer:
- Fel i navigationssystemet – Under resan förlorade fartyget GPS-signalen, vilket gjorde att navigationssystemet övergick till att beräkna fartygets position genom död räkning. Detta resulterade i att den faktiska positionen avvek från den visade.
- Bristande navigationsrutiner – Besättningen förlitade sig enbart på elektronisk navigation och kontrollerade inte fartygets position genom alternativa metoder, såsom papperssjökort eller visuella observationer.
- Kommunikationsproblem – Vid vaktavlösningen kl. 02.00 gjordes inte tillräckliga överlämningar mellan andrestyrman och tredjestyrman. Detta ledde till att information om GPS-felet inte förmedlades korrekt.
- Otillräcklig utbildning – Bryggbesättningen saknade nödvändig kunskap om hur navigationssystemen fungerar vid fel.

En sammanfattande bedömning från SHK pekade på att olyckan hade kunnat undvikas om besättningen haft bättre rutiner och utbildning för att hantera navigationsfel samt om kommunikationen ombord varit mer effektiv.

## Räddningsinsats
Efter olyckan påbörjades en omfattande räddningsoperation ledd av Sjöfartsverket, Kustbevakningen och kommunal räddningstjänst. Initialt fokuserades insatserna på att evakuera passagerarna från fartyget, vilket genomfördes under förmiddagen den 22 oktober.
Miljöräddningsinsatsen blev utdragen och komplicerad, då stora mängder tjockolja läckte ut i Hanöbukten. Ett flertal myndigheter och organisationer deltog i arbetet med att begränsa skadorna och sanera de drabbade områdena.

## Säkerhetsrekommendationer
SHK föreslog flera åtgärder för att förbättra sjösäkerheten och minska risken för liknande olyckor:
- Förbättrade rutiner för navigering och vaktavlösning.
- Utökad utbildning för besättningen i att hantera navigationssystemfel.
- Stärkt beredskap och tydligare kommunikationsvägar mellan besättning och rederiet.
- Översyn av samhällets förmåga att hantera större fartygsolyckor och oljeutsläpp.

## Efterspel
Efter olyckan belades M/S Marco Polo med nyttjandeförbud på grund av de identifierade bristerna i fartygets säkerhetsorganisation.
Saneringsarbetet längs kusten pågick under flera månader och krävde stora resurser från både myndigheter och frivilliga.